# Rudolf Peierls
Sir Rudolf Peierls (Berlino, 5 giugno 1907 – Oxford, 19 settembre 1995) è stato un fisico britannico.
Tedesco di nascita, divenne cittadino britannico nel 1938 ed ebbe un ruolo importante nel programma nucleare militare britannico. Il suo impatto sulla fisica può essere meglio espresso dal suo necrologio su Physics Today: «Rudolph Peierls... il più grande attore del dramma dell'irruzione della fisica nucleare negli affari mondiali...».

## Biografia

### Primi anni
Nato a Berlino, figlio di Heinrich Peierls all'epoca direttore presso la AEG di Berlin-Oberschöneweide e Elizabeth Weigert, fin dai primi anni età mostrò uno spiccato interesse per la scienza e l'ingegneria, si iscrisse nel 1925 al corso di fisica sperimentale alla Humboldt-Universität zu Berlin. Nel 1926 si spostò alla Technische Universität München dove fondamentali furono gli insegnamenti appresi da Arnold Sommerfeld, successivamente si spostò alla Universität Leipzig ivi incontrò Werner Heisenberg. Aiutò Egon Orowan nel capire la forza necessaria a muovere una dislocazione, studio poi ampliato da Frank Nabarro e chiamato Stress di Peierls.
Nel 1929, studiò fisica dello stato solido a Zurigo sotto la tutela di Werner Heisenberg e di Wolfgang Pauli. I suoi primi studi sulla fisica dei quanti lo portarono dalla teoria dei portatori positivi alla spiegazione della conduttività elettrica e termica, i comportamenti dei semiconduttori. È stato un pioniere del concetto di lacuna nei semiconduttori. In realtà fu lui a stabilire le "zone", prima di Léon Brillouin, anche se il concetto viene tutt'oggi nominato zona di Brillouin. Facendo questo, scoprì l'Equazione di Boltzmann per i fononi e lo Scattering Umklapp.

### La seconda guerra mondiale
Peierls stava studiando all'Università di Cambridge quando Adolf Hitler prese il potere in Germania, la terra natia del fisico. Ottenuto un permesso per restare nel Regno Unito, lavorò a Manchester finanziato da un fondo stanziato per i rifugiati, con Hans Bethe sulla fotodisintegrazione e sulla meccanica statistica delle leghe quando chiesto da James Chadwick. I loro risultati sono ancora le basi della Teoria dei Campi Medi e dei cambiamenti strutturali della fase nelle leghe. Tornando a Cambridge, lavorò con P.G.L. Kapur per il Mond Laboratory sulla superconduttività e sull'elio liquido. Nel 1937, divenne Professore di Fisica all'Università di Birmingham, in Inghilterra.
Nel 1939, cominciò delle ricerche sugli atomi con Otto Robert Frisch e James Chadwick. Ironicalmente, sia Peierls che Frisch furono esclusi dallo sviluppo del radar (successivamente conosciuto come RDF) in quanto furono esclusi scienziati di origini extra-britanniche.

### Memorandum Frisch-Peierls
Nel marzo 1940, fu il coautore del Memorandum Frisch–Peierls, assieme a Otto Robert Frisch. Questo breve documento fu il primo a descrivere come produrre una bomba atomica da una piccola quantità di materiale fissile uranio-235. Calcolarono che sarebbe stato necessario circa un 1 kg Prima di questo documento si credeva che per una bomba atomica sarebbero state necessarie diverse tonnellate di uranio, e che perciò sarebbe stato impossibile costruirne una. Il memorandum fu fondamentale nel creare interesse sull'argomento prima da parte dei Britannici e poi da parte degli Americani.
Nel 1941 le rivelazioni del Memorandum arrivarono negli Stati Uniti attraverso il MAUD Committee, che permise poi lo sviluppo del Progetto Manhattan e di conseguenza della bomba atomica. Peierls fu anche responsabile del reclutamento di Klaus Fuchs al progetto britannico, un'azione che mise in cattiva luce Peierls quando Fuchs si rivelò essere una spia sovietica nel 1950. Nel 1999 lo Spectator attirò su di sé l'ira della famiglia di Peierls dopo la pubblicazione di un articolo in cui sospettava Peierls e sua moglie di essere spie sovietiche con il nome in codice "perls".

### Progetto Manhattan
Dopo l'Accordo del Quebec nell'Agosto 1943, in quanto parte del team Britannico, Peierls cominciò a lavorare al Manhattan Project negli Stati Uniti, assieme a Klaus Fuchs che egli stesso aveva reclutato per il progetto, inizialmente a New York e successivamente al Los Alamos National Laboratory, dove ebbe un ruolo importante nello sviluppo della bomba atomica tanto che Peierls assemblò la prima bomba nucleare

### Dopoguerra
Dopo la guerra, Peierls riprese il suo posto all'Università di Birmingham dove lavorò fino al 1963, prima di entrare nell'Università di Oxford. A Birmingham lavorò sulla forza nucleare, sullo scattering, sulla teoria quantistica dei campi e sulla meccanica statistica. Sempre a Birmingham lavorò al progetto atomico britannico. Si ritirò da Oxford nel 1974. Interessato alle armi nucleari che aveva contribuito a creare, lavorò sul Bulletin of the Atomic Scientists, fu presidente dell'Atomic Scientists' Association e personaggio illustre nella Pugwash movement.

## Riconoscimenti
Peierls fu nominato Comandante del Order of the British Empire nel 1945 e fu Knight Bachelor nel 1968. Fu insignito del Rutherford Medal and Prize nel 1952, del Premio Lorentz nel 1962, e nel 1980 ricevette il Premio Enrico Fermi dal Dipartimento dell'Energia degli Stati Uniti d'America per il suo contributo allo sviluppo dell'energia atomica.
Il 2 ottobre 2004 il dipartimento di Fisica teorica dell'Università di Oxford fu nominato Sir Rudolf Peierls Centre for Theoretical Physics.